# Longarone
Longarone es una localidad italiana de la provincia de Belluno, región de Véneto, con 4073 habitantes. Es tristemente famosa por quedar destruida en octubre de 1963 por la tragedia de la presa del Vajont.

## Evolución demográfica
| Gráfica de evolución demográfica de Longarone entre 1861 y 2001 |
|                                                                 |
| Fuente ISTAT - elaboración gráfica de Wikipedia                 |